# Ammonizione
L'ammonizione, nel diritto italiano, era un provvedimento di polizia, mirato alla prevenzione del crimine e non alla sua punizione.
Previsto e disciplinato dal TULPS, comportava l'obbligo di mantenere una determinata condotta oppure il divieto di frequentare alcuni luoghi e/o circolare in alcuni orari. Era però meno grave del confino, poiché non comportava il trasferimento forzato. Dopo la nascita della Repubblica Italiana ne venne dichiarata l'illegittimità dalla sentenza della Corte Costituzionale 3 luglio 1956, n. 11.